# Cacho Tirao
Cacho Tirao właściwie Oscar Emilio Tirao (ur. 5 kwietnia 1940 w Buenos Aires; zm. 30 maja 2007 tamże) – argentyński gitarzysta-wirtuoz, kompozytor i wykonawca muzyki poważnej. 

## Życiorys
Naukę gry na gitarze rozpoczął w wieku 6 lat, a w wieku 16 występował już z Teatro Argentino de La Plata Orchestra. Współpracował ze znanym zespołem Astor Piazzolla Quintet. W czasie swojej kariery Tirao nagrał 36 albumów solowych. Zmarł na skutek zawału serca.